# Lovin' So Hard
«Lovin' So Hard» es un sencillo de la artista estadounidense Becky G que fue lanzado el 7 de abril del año 2015, como el tercer sencillo de su próximo y esperado álbum debut en inglés.

### Composición
‹‹Lovin' So Hard›› tiene sonidos Teen Pop y R&B

## Vídeo Musical
El vídeo musical de Lovin' So Hard fue lanzado el 6 de mayo del año 2015, y en el vídeo sale Austin Mahone quien ese tiempo tenían una relación.
- Datos: Q50015334